# Michael Denner
Michael Denner (nascido em 5 de Novembro de 1958) é um guitarrista dinamarquês, mais conhecido por ser membro da banda Mercyful Fate. Ao longo de sua carreira também tocou nas bandas Brats, Danger Zone, King Diamond, Lavina, Zoser Mez, Force of Evil.
Recentemente, fundou a banda Denners Trickbag e toca no projeto Denner / Shermann.

## Discografia
com Denner / Shermann
- 2015 - 	Satan's Tomb (EP)
- 2016 - 	Masters of Evil

com Mercyful Fate
- 1982 - Mercyful Fate (EP)
- 1983 - Melissa
- 1984 - 	Don't Break the Oath
- 1993	 - In the Shadows
- 1994	 - Time
- 1996	 - Into the Unknown

com King Diamond
- 1986	 - 	Fatal Portrait
- 1987	 - 	Abigail

com Brats
- 1980 - 	1980

com Zoser Mez
- 1991 - 	Vizier of Wasteland

com Force of Evil
- 2003 - 	Force of Evil
- 2005 - Black Empire